# Boça

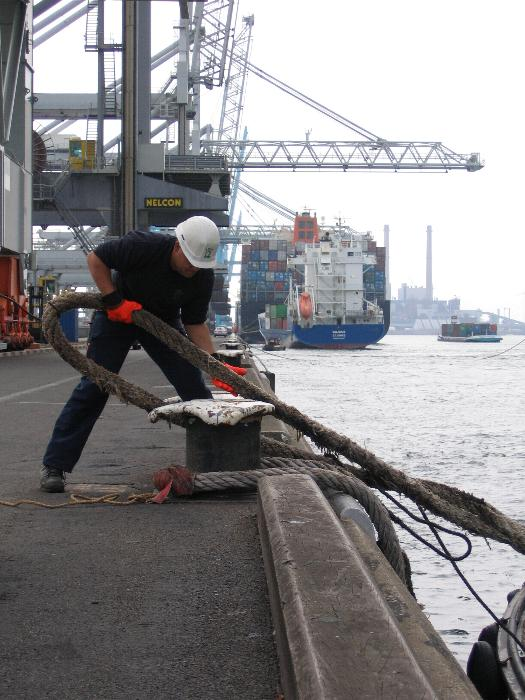
Amarração com uma Boça

Boça ou espia é, em náutica, um cabo fixo no olhal da proa e que serve à amarração ou para rebocar a embarcação.
As boças de amarra servem para aguentar a amarra com o navio fundeado ou quando a âncora é levantada.
Não confundir esta boça com a boca, que é a largura de uma embarcação.